# Паперові очі Пришвіна
«Паперові очі Пришвіна» (рос. «Бумажные глаза Пришвина») — російський радянський художній фільм 1989 року.

## Зміст
Павло Пришвін – відомий телережисер. У новому фільмі про кінець сорокових в СРСР він грає роль співробітника ГБ. Перейнявшись духом епохи, Павло вирішує зняти передачу про співробітників телебачення того часу. Дослідження документів і опитування ще живих членів групи допомагає з'ясувати подробиці давньої історії про загибель одного з акторів.

## Ролі
- Олександр Романцов — Павло Пришвін
- Павло Рудаков — Лев Шутов
- Ірина Цивіна — Аліса Алієва
- Євген Барков — Леонід Сергійович Беркутов
- Алла Шелест — Аліса Алієва
- Олег Ковалов — Хрустальов
- Сергій Лаврентьєв — Ейзенштейн
- Юрій Цапник — Льова Шутов в молодості
- Юрій Кузнецов — актор
- Володимир Дятлов

## Знімальна група
- Автор сценарію і режисер-постановник: Валерій Огородніков
- Оператор-постановник: Валерій Миронов
- Художник-постановник: Віктор Іванов
- Композитор: Едісон Денисов
- Звукооператор: Аліакпер Гасан-заде